# 燕尾港镇
燕尾港镇，是中华人民共和国江苏省连云港市灌云县下辖的一个乡镇级行政单位。

## 行政区划
燕尾港镇下辖以下地区：
燕尾社区、新建社区、团港社区、三百弓村和开山岛村。